# Prințesa Maria Amalia de Bourbon-Două Sicilii (1818–1857)
A nu se confunda cu Maria Amalia a celor Două Sicilii (1782–1866).

Stema regatului celor Două Sicilii

Prințesa Maria Amalia de Bourbon-Două Sicilii (italiană Maria Amalia di Borbone, Principessa di Borbone delle Due Sicilie; 25 februarie 1818 – 6 noiembrie 1857) a fost prințesă de Bourbon-Două Sicilii prin naștere și infantă a Portugaliei și Spaniei prin căsătoria cu Infantele Sebastian al Portugaliei și Spaniei.